# Mathewrogersita
La mathewrogersita és un mineral de la classe dels silicats. Rep el nom en honor de Mathew Rogers, el primer prospector europeu a Tsumeb, Namíbia.

## Característiques
La mathewrogersita és un silicat de fórmula química Pb₇FeAl₃GeSi₁₂O36(OH,H₂O)₆. Cristal·litza en el sistema trigonal. La seva duresa a l'escala de Mohs és 2. Químicament es troba relacionada amb la bartelkeïta.
Segons la classificació de Nickel-Strunz, la mathewrogersita pertany a «09.CJ - Ciclosilicats amb enllaços senzills de 6 [Si₆O18]12- (sechser-Einfachringe), sense anions complexos aïllats» juntament amb els següents minerals: bazzita, beril, indialita, stoppaniïta, cordierita, sekaninaïta, combeïta, imandrita, kazakovita, koashvita, lovozerita, tisinalita, zirsinalita, litvinskita, kapustinita, baratovita, katayamalita, aleksandrovita, dioptasa, kostylevita, petarasita, gerenita-(Y), odintsovita i pezzottaïta.

## Formació i jaciments
Va ser descoberta a la mina Tsumeb, situada a la localitat de Tsumeb, a la regió d'Oshikoto (Namíbia), tractant-se de l'únic indret de tot el planeta on ha estat descrita aquesta espècie mineral.